# Больсена (озеро)
Озеро Больсена (італ. Lago di Bolsena) — озеро в Італії, в західних передгір'ях Центральних Апеннін. Розкинулось в кальдері згаслого вулкана.
Озеро сформувалось близько 370 000 років тому внаслідок провалу кратера вулкана Вульсіні. Два острови в південній частині озера були сформовані підводними виверженнями пізніше. Згідно із записами римських істориків, останнього разу активність вулкана спостерігали в 104 році до н. е.
Озеро має овальну форму характерну для кратерних озер. Площа озера становить 113,5 км, висота рівня води — 305 м, найбільша глибина — 151 м, середня глибина — 81 м. Живиться, крім атмосферних опадів, невеликими джерелами. З озера витікає річка Марта, яка впадає в Тірренське море.
Больсена лежить у північній частині провінції Вітербо, яка називається Верхній Лаціо (Alto Lazio) або Тусція. Вздовж берегів озера пролягає римська консульська Кассієва дорога (італ. Via Cassia). Навколо Больсени існує безліч туристичних стоянок.
Римляни назвали це озеро Лакус Волсініі (лат. Lacus Volsinii), від назви міста етрусків Вольсінії, яке самі етруски називали Велзна (Velzna).

## Острови

### Бісентіна
Бісентіна (італ. L'isola Bisentina) — найбільший острів озера, його площа становить 17 га, цікавий для відвідування. Дістатися до острова можна за допомогою порома, який ходить від Каподімонте кілька разів на день (якщо набирається достатня кількість пасажирів). Можна побачити первозданну природу острова, вічнозелені дубові гаї, італійські сади, панорами й безліч історичних пам'яток, таких як:
- Церква Святого Джакомо і Святого Кристофора (італ. Santi Giacomo e Cristoforo), купола якої звів архітектор Джакомо да Віньола;
- францисканський жіночий монастир;
- Роччіна (італ. Rocchina) — невелика церква Святої Катерини, яку побудував у вигляді восьмикутника архітектор Антоніо да Сангалло. Вона стоїть на місці етруського колумбарію, на скелястому узвишші в озері;
- Каплиця Розп'яття (італ. cappella del Crocifisso) з її фресками V століття;
- Мальт дей Папі (італ. Malta dei Papi) — в'язниця для священнослужителів, визнаних винними в єресі, що має форму маленької похмурої печери, світло в яку потрапляє через люк, розташований на висоті 20 м.

Наприкінці екскурсії можна обпливти острів на човні, щоб побачити затоки на заході, гору Табор на півночі, скелі що нависають над водою озера на сході, і нарешті зелену південну частину острова.

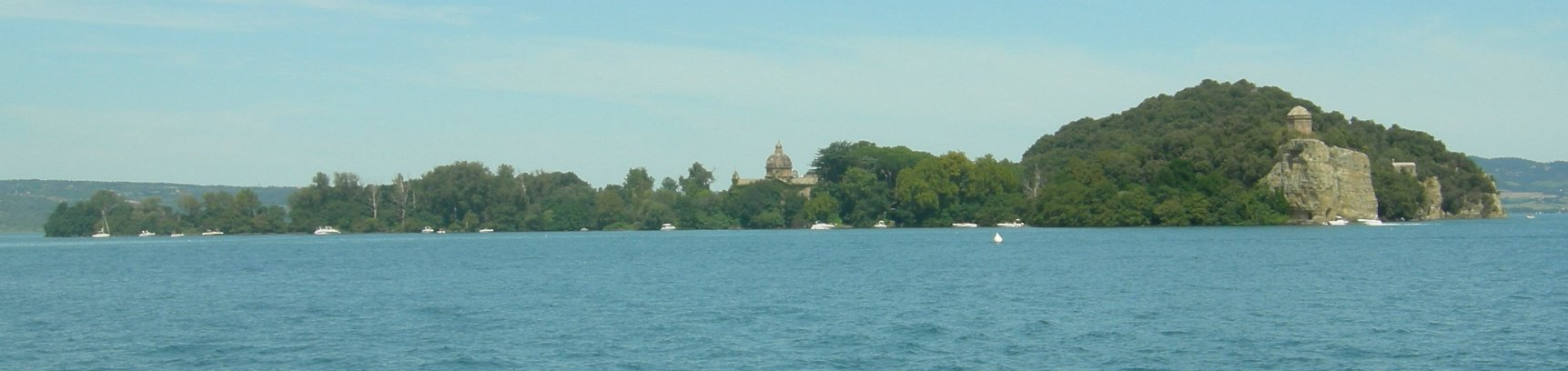
Бісентіна

Етруски й римляни залишили трохи слідів свого перебування на острові. У IX столітті острів служив притулком від набігів сарацинів. У середині XIII століття земля стала власністю роду Бісенціо (італ. di Bisenzio) які спалили поселення на острові після суперечки з його жителями.
1261 року Папа Римський Урбан IV відвоював острів, але 1333 року поселення знову зруйнував Людовік Баварський, якого Папа потім звинуватив у єресі і відлучив від церкви. Від початку XV століття острів став власністю родини Фарнезе, тоді острів процвітав і його відвідало багато Пап.
У 1635 році островом керував Одоардо Фарнезе, герцог Кастро, який вступив у конфлікт з церквою, в результаті якого зазнав повної поразки. Два острови перейшли під управління церкви, яка незабаром поступилася ними. Нині островом володіє княгиня Беатріче Спада-Потенціані.

### Мартана
Розташований навпроти міста Марти, острів Мартана (італ. L'isola Martana) слугував притулком для християнських реліквій Святої Христини, не допускаючи їх потрапляння в руки варварів.
За часів панування готів, у 535 році, на острові зустріла свою жахливу смерть остготська королева Амаласунта. Її кузен Теодат, бажаючи захопити владу, підіслав до неї найманих убивць.
Нині острів є приватною власністю і не доступний для відвідування.

## Стік
З озера витікає річка Марта, яка несе свої води в Тірренське море. Після проходження через Марту, Тоскану і Таркуїнію, вона досягає моря в області піщаних пляжів Тарквінії. У цьому прекрасному регіоні, між руслами Марти і Міньйона, створено заповідник «Солеварня Тарквінії» (Riserva Naturale di Popolamento Animale «Salina di Tarquinia»).

## Поселення

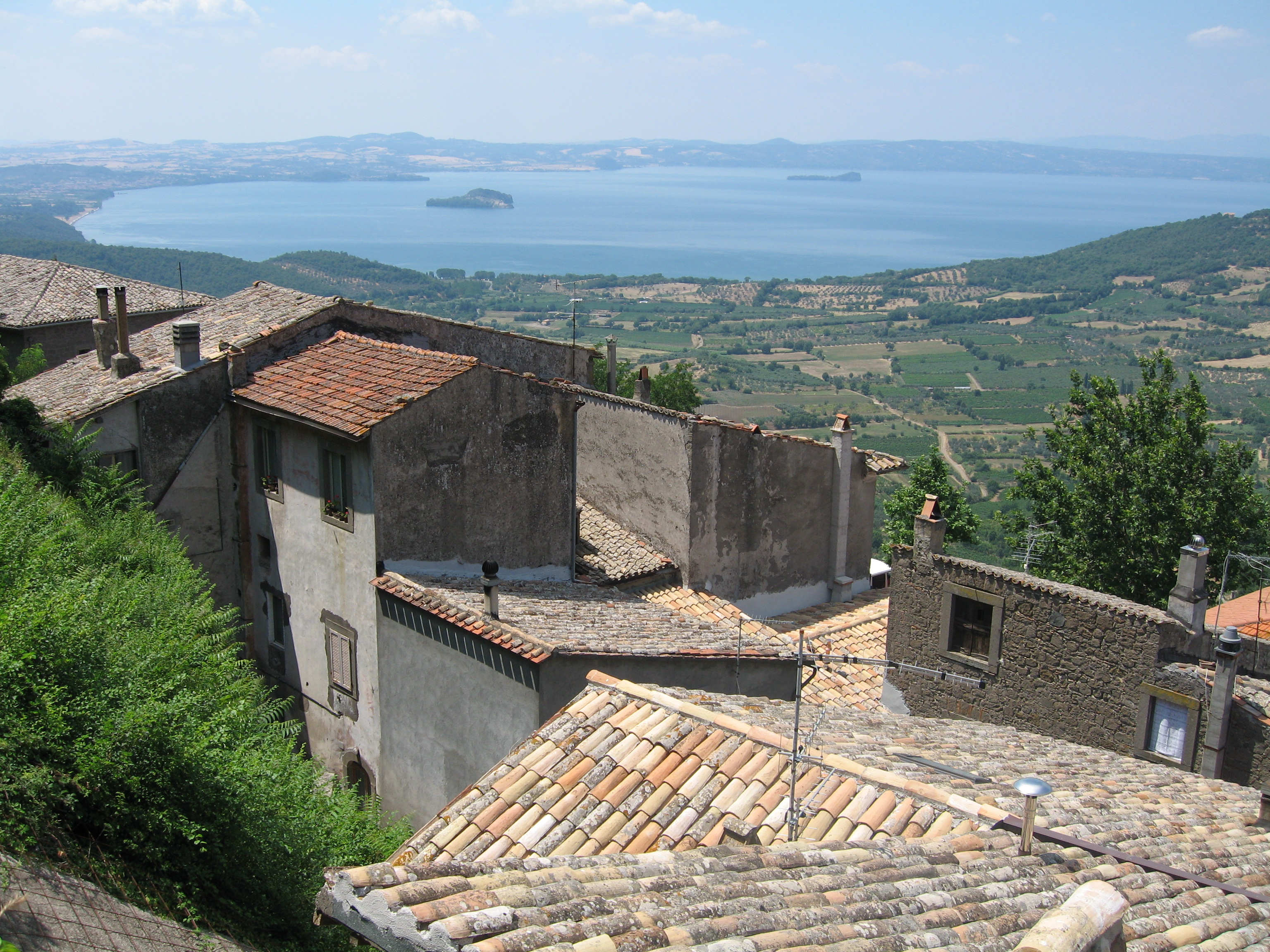
Краєвид озера з селища Монтеф'ясконе

На берегах озера розташовані такі поселення:
- Больсена (Bolsena) — місто, що дало назву озеру, відоме завдяки євхаристійному чуду Больсени[it] і пластичним картинам підготовлюваним до фестивалю Святої Христини, патронеси міста;
- Монтеф'ясконе (Montefiascone) — височіє над озером зі своїми значними пам'ятниками, такими як середньовічна цитадель (Rocca) і купол церкви Святої Маргарити (Santa Margherita), старовинна єпископська резиденція, знаменитий своїм вином «Est! Est!! Est!!!»;
- Марта (Marta) — село, що відоме завдяки фестивалям на честь Мадонни дель Монте (Madonna del Monte), жителі займаються переважно сільським господарством і рибальством.
- Каподімонте (Capodimonte) — стоїть на березі озера, має пристань, від якої на острів Бісентіна ходить пором;
- Валентано (Valentano) — місце народження Паоло Руффіні, в колишньому замку родини Фарнезе розміщений музей доісторичної історії Тусції;
- Градолі (Gradoli) — відомий своїм маслом і вином (марки «Aleatico»), тут зберігся палац кардинала Александро Фарнезе.
- Гротте-ді-Кастро (Grotte di Castro) — тут розташовані печери, що дали назву місту, крім того це центр виробництва картоплі й сочевиці.
- Сан-Лоренцо-Нуово (San Lorenzo Nuovo) — відновлений наприкінці XVIII століття, відомий завдяки своїй сучасній архітектурі, а також картоплі gnocchi, яку можна спробувати під час свята, що проходить упродовж другого тижня серпня.